# Bartek Pietras
Bartlomiej Jordan Pietras, (Wloclawek, 20 de febrero de 1998) es un jugador de baloncesto polaco. Con 2.08 metros de estatura, juega en la posición de pívot en las filas del Club Baloncesto Estudiantes.

## Trayectoria
Formado en la cantera del TKM Wloclawek, club polaco que abandonaría en 2013 para llegar al Movistar Estudiantes para jugar en categoría cadete y más tarde formar parte del equipo júnior. En verano de 2015, participó en el campus Basketball Without Borders de la NBA.
En la temporada 2015-16 fue donde comenzó alternando el equipo júnior con el filial de la liga EBA, ayudando al equipo en tareas reboteadoras y defensivas.
En la temporada 2016/17, alterna el equipo de la Liga EBA con las convocatorias del equipo de la Liga ACB.

## Internacional
- 2014. Polonia. Europeo Sub-16, en Letonia.
- 2016. Polonia. Europeo Sub-18 División B, en Skopie (Macedonia).